# (35606) 1998 HG126
1998 HG126 (asteroide 35606) é um asteroide da cintura principal. Possui uma excentricidade de 0.11535580 e uma inclinação de 15.23977º.
Este asteroide foi descoberto no dia 23 de abril de 1998 por LINEAR em Socorro.